# Herjolfsnæs
Herjolfsnæs var en middelalderlig bosættelse i Østerbygden i det sydvestlige Grønland. Bosættelsen er dateret til mellem 1200- og 1400-tallet og har været oprettet af nordboerne. Den nævnes i flere skriftlige kilder.
Der er blevet foretaget flere arkæologiske udgravninger i området, hvoraf Poul Nørlunds udgravninger i 1921 er den mest berømte. Her fandt man en uhyre velbevaret samling af tøj fra middelalderen, der er blandt de vigtigste kilder til viden om middelalderens klædehistorie i Danmark og i resten af Norden. Derudover har man fundet rester af forskellige bygninger som boliger, lade, stald, en kirke og en kirkegård.